# Adèle et la Bête
Adèle et la Bête, premier volume des Aventures Extraordinaires d'Adèle Blanc-Sec, est une bande dessinée en couleurs de Jacques Tardi parue en album chez Casterman en 1976 après avoir fait l'objet d'une publication planche par planche (en noir et blanc durant la semaine et en couleurs le dimanche) dans le quotidien régional Sud Ouest.
Ce récit a par ailleurs bénéficié d'une édition « de poche » chez Librio en 2001 (les planches qui le composent étant alors reproduites en noir et blanc), et d'une édition scolaire au même format « poche » (mais en couleurs) dans la collection « Classiques & Contemporains / bande dessinée » chez Magnard/Casterman en 2009 (avec une présentation et un matériel pédagogique signés Stéphane Hurel).

## Résumé
Paris, le 4 novembre 1911. Au muséum d'histoire naturelle du jardin des Plantes, un œuf préhistorique éclot pour libérer un ptérodactyle qui finit par s'élancer dans le ciel de la capitale. Il va s'ensuivre une série d'agressions particulièrement violentes qui finissent par alarmer les esprits. Au même instant, à Lyon, Philippe Boutardieu, auparavant joyeux, est désespéré. Il paraît très inquiet. Les personnes qui voient le monstre meurent les unes après les autres. Le 16 novembre de la même année, Antoine Zborowsky est dans le train vers Paris. Il aborde une jeune femme qui dit s'appeler Edith Rabatjoie. Cette femme n'est autre qu'Adèle Blanc-Sec, qui sillonne la région discrètement pour écrire des romans. Adèle apprend que le gouvernement offre une prime pour la capture du ptérodactyle. Elle compte bien chasser le monstre et toucher la récompense. Son amant, Lucien Ripol, un cambrioleur recherché, perdra la vie dans l'aventure. Adèle va enquêter. Elle est persuadée qu'un lien existe entre la mort de son amant et le ptérodactyle ressuscité.

## Commentaires
Hommage explicite au roman-feuilleton, cette bande dessinée en reprend les codes sur un mode résolument parodique. 
Le titre lui-même est une parodie du conte de fées La Belle et la Bête.
Les nombreux reptiles préhistoriques reprennent exactement les dessins de l'artiste Zdeněk Burian. Les dinosaures dont le Tarbosaurus dans le jardin des plantes et le Ptérodactyle ont été copiés des peintures représentatives de dinosaures effectuées par l'artiste tchécoslovaque.
Dans la grande tradition du genre, la dernière page de cet album pose d'ailleurs de nombreuses questions et annonce qu'une partie d'entre elles trouveront leurs réponses dans le tome suivant : Le Démon de la Tour Eiffel.

## Adaptation
- Les Aventures Extraordinaires d'Adèle Blanc-Sec ont fait l'objet en 2010 d'une adaptation cinématographique de Luc Besson, avec Louise Bourgoin dans le rôle-titre : Les Aventures extraordinaires d'Adèle Blanc-Sec.